# Tomopleura vertebrata
Tomopleura vertebrata é uma espécie de gastrópode do gênero Tomopleura, pertencente a família Borsoniidae.